# Herona pringondani
Herona pringondani är en fjärilsart som beskrevs av Hans Fruhstorfer 1893. Herona pringondani ingår i släktet Herona och familjen praktfjärilar. Inga underarter finns listade i Catalogue of Life.